# Konopki (powiat suwalski)
Konopki – wieś w Polsce położona w województwie podlaskim, w powiecie suwalskim, w gminie Bakałarzewo.
Konopki istniały już w 1607 roku, gdy podlegały katolickiej parafii Douspuda-Bakałarzewo. Nazwa pochodzi od drobnego szlachcica z Mazowsza lub Podlasia. W drugiej połowie XVIII wieku miejscowość podlegała majątkowi Nowy Dwór. W 1775 roku było tu 11 dymów. Czternaście lat później zamieszkiwało tu 87 osób. Istniało 14 dymów.  
Wieś szlachecka położona była w końcu XVIII wieku w powiecie grodzieńskim województwa trockiego. W latach 1975–1998 miejscowość należała administracyjnie do województwa suwalskiego.
W okresie międzywojennym stacjonowała tu placówka Straży Celnej  „Konopki”.